# Damasco
Damasco (em árabe: دِمَشقُ, transliterado Dimashq; comumente conhecida como الشام, ash-Shām, ou مدينة الياسمين, Madīnatul Yāsmīn, literalmente "Cidade do Jasmim") é a capital da Síria, e um dos 14 distritos do país. O distrito de Damasco é administrado por um governador indicado pelo Ministro do Interior. É uma das cidades mais antigas habitada continuamente no mundo (escavações comprovam uma ocupação contínua de mais de 5 000 anos), sendo a capital do país mais antiga no mundo. Damasco é, ainda, um dos principais centros culturais e religiosos do Levante.
Em 2019, tinha uma população estimada em cerca de dois milhões de habitantes. Localiza-se no sudoeste da Síria, e é o centro de uma grande área metropolitana de 4,8 milhões de pessoas. Geograficamente, encontra-se nos sopés orientais da cordilheira do Antilíbano, a 80 quilômetros da costa oriental do mar Mediterrâneo, sobre um planalto situado a 680 metros acima do nível do mar. Apresenta um clima semiárido, devido ao efeito de sombra de chuva. A cidade é cruzada pelo rio Barada.
Colonizada pela primeira vez no segundo milênio a.C., foi escolhida como capital do Califado Omíada entre 661 e 750. Após a vitória da dinastia Abássida, a sede do poder islâmico mudou-se para Bagdá, e Damasco experimentou um declínio político por todo o período, reconquistando importância durante os períodos aiúbida e mameluco. Durante o governo otomano, a cidade entrou em completa decadência, embora tenha mantido algum prestígio cultural. Atualmente é sede do governo central e de todos os ministérios governamentais. Em 2008, foi escolhida como a Capital Árabe da Cultura.

## História

### Primórdios
Datação feita por carbono-14 em Tell Ramad, nos arredores de Damasco, sugere que o local pode ter sido ocupado desde a segunda metade do sétimo milênio a.C., possivelmente em torno de 6 300 a.C. Entretanto, as evidências de assentamento na bacia de Barada remontam a 9 000 a.C., embora nenhum grande assentamento estivesse presente dentro dos muros de Damasco até o segundo milénio a.C.
Damasco era parte da antiga província de Amurru no Reino dos Hicsos de 1720 a 1 570 a.C. Alguns dos primeiros registros egípcios são as Cartas de Amarna de 1 350 a.C., quando Damasco (chamada Dimascu) foi governada pelo rei Biryawaza. A região de Damasco, assim como o resto da Síria, tornou-se um campo de batalha por volta de 1 260 a.C., entre os hititas desde o norte e os egípcios do sul, terminando com um tratado assinado entre Hatusil e Ramessés II onde foi entregue o controle da área Damasco para Ramessés II em 1 259 a.C. A chegada dos Povos do Mar, por volta de 1 200 a.C., marcou o fim da Idade do Bronze na região e trouxe novos desenvolvimentos da guerra. Damasco foi apenas a parte periférica dessa realidade que afetou mais a população de grandes centros da Síria antiga. No entanto, esses eventos contribuíram para o desenvolvimento de Damasco como um novo centro influente que surgiu com a transição da Idade do Bronze à Idade do Ferro.

## Geografia
Damasco fica num planalto situado a 690 metros acima do nível do mar, e é limitada pela cordilheira Antilíbano a oeste e pelo deserto da Síria a leste. A cidade fica no oásis de Guta e a água que a abastece vem do rio Barrada. Apesar de estar geograficamente perto do Mediterrâneo, a cadeia montanhosa isola Damasco do litoral e obriga a cidade a virar-se para leste.

### Cidade Antiga de Damasco
A Cidade Antiga de Damasco concentra-se numa extensa Cidade Velha, que abrange o gigantesco souk (mercado), um grande bairro muçulmano, um bairro menor cristão e uma minúscula zona judaica. Estas três comunidades continuam aqui representadas, embora a comunidade judaica se resuma a poucas centenas de pessoas. A cidade moderna fica a oeste da Antiga Damasco e aqui situam-se a maior parte das embaixadas, universidade, alguns monumentos e edifícios.

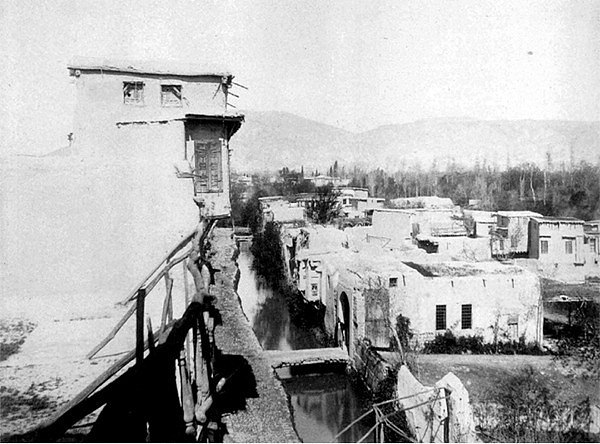
Vista sobre a cidade numa fotografia de 1900

Damasco disputa, com Jericó e Biblos, o título de cidade mais antiga continuadamente habitada do mundo, sendo a cidade-capital mais antiga do planeta.

### Hoje
Damasco hoje é uma grande metrópole, dentro da malha urbana da cidade estão encrustados outros municípios, como Jaramana

## Economia
A economia de Damasco baseia-se essencialmente em produtos alimentícios, vestuário e material impresso.
A cidade possui uma tradição artesanal de importância considerável, produzindo têxteis de alta qualidade, sedas, artigos de couro, filigrana de ouro, objetos em prata, madeira com embutidos e artigos em cobre e latão.

## Transportes
Damasco está ligada ao resto do país através de autoestradas modernas, assim como ao Líbano, ao Iraque, à Jordânia e à Turquia. O Aeroporto Internacional de Damasco fica a 20 quilômetros a leste da cidade e tem ligações com a Europa e ao resto do Mundo Árabe.

## Cidades-irmãs
Damasco é, no total, geminada com 7 cidades, 1 região e 1 província, que são:
- Dubai, Emirados Árabes Unidos[6]
- Toledo, Espanha[7]
- Córdoba, Espanha[8]
- São Paulo, Brasil[9]
- Istambul, Turquia[10]
- Erevan, Armênia (desde 1997)[11]
- Ancara, Turquia (desde 2010)[12]
- Província de Fars, Irã[13]
- Região de Ningxia, China[14]